# Ли Хисын
Ли Хисын (кор. 이 희승, англ. Lee Hee-seung; род. 15 октября 2001; Республика Корея, Ыйван, Кёнгидо) — южнокорейский певец, вокалист и танцор компании Belift Lab. Является участником южнокорейского бой-бэнда ENHYPEN

## Биография

### Детство
Хисын родился 15 октября 2001 года. Намъянджу, Южная Корея. В семье имеет родителей и старшего брата (1999 г.р.). Он окончил среднюю школу Кваннам. Танцевал с друзьями на различных конкурсах и фестивалях. С самого детства Хисын мечтал стать певцом. Когда он стал старше, Хисын стал стажером в нескольких агентствах, появился в шоу на выживание Iland, дебютировав в составе ENHYPEN.

## Карьера

### I-LAND | ENHYPEN
В 2017 году стал трейни в BELIFT LAB., стажировался 3 года. Хисын тренировался вместе с участниками TXT до их дебюта.
1 июня 2020 года Хисын был представлен одним из участников шоу на выживание от CJ ENM и BigHit Music I-LAND. 18 сентября 2020 в финале шоу он занял 5-е место в зрительском голосовании, попав в состав группы победителей ENHYPEN. 30 ноября ENHYPEN совершили свой дебют с мини-альбомом Border: Day One. 
В 2022 году выпустил кавер на песню Джастина Бибера Off My Face из альбома Justice.  Хисын уже имеет некоторый опыт написания песен и сочинения песен.

## Фильмография

### ТВ-Шоу
| Год       | Название     | Телеканал | Роль     |
| --------- | ------------ | --------- | -------- |
| 2020      | I-Land       | Mnet      | Участник |
| 2020-2021 | ENHYPEN & Hi | ENHYPEN   | Участник |
| 2021-н.в. | EN-O’Clock   | ENHYPEN   | Участник |
| 2021      | Playground   | JTBC2     | Участник |